# Хајд Парк (округ Беркс, Пенсилванија)
Хајд Парк (енгл. Hyde Park, Berks County) насељено је место без административног статуса у америчкој савезној држави Пенсилванија.

## Демографија
По попису из 2010. године број становника је 2.528.
| Група             | 2000.    | 2010.         |
| Белци             | 0 (0,0%) | 1.804 (71,4%) |
| Афроамериканци    | 0 (0,0%) | 86 (3,4%)     |
| Азијати           | 0 (0,0%) | 23 (0,9%)     |
| Хиспаноамериканци | 0 (0,0%) | 587 (23,2%)   |
| Укупно            | 0        | 2.528         |